# Бузыкановское муниципальное образование
Бузыкановское муниципальное образование — муниципальное образование со статусом сельского поселения в 
Тайшетском районе Иркутской области России. Административный центр — село Бузыканово.

## Население
| 2010 | 2011 | 2012 | 2013 | 2014 | 2015 | 2016 |
| ---- | ---- | ---- | ---- | ---- | ---- | ---- |
| 494  | ↘492 | ↘489 | ↘467 | ↘453 | ↘452 | ↘430 |
| 2017 |      |      |      |      |      |      |
| ↘426 |      |      |      |      |      |      |

По результатам Всероссийской переписи населения 2010 года численность населения муниципального образования составила 494 человека, в том числе 239 мужчин и 255 женщин.

## Населённые пункты
В состав муниципального образования входят населённые пункты
- Бузыканово
- Иванов Мыс
- Шемякина[9]